# Daniela Wegener
Daniela Wegener (* 16. Mai 1974 in Neuwied) ist eine führende Vertreterin der neonazistischen „Freien Kameradschaften“ in Deutschland, die mehrfach als Rednerin bei extrem rechten Aufmärschen und Kundgebungen aufgetreten ist. Sie war Vorsitzende der Hilfsorganisation für nationale politische Gefangene und deren Angehörige (HNG).

## Führende Aktivistin der „Freien Kameradschaften“
Daniela Wegener wurde erstmals im Jahr 1997 im Umfeld der neonazistischen „Sauerländer Aktionsfront“ (SAF) aktiv. Auch ihr damaliger Ehemann Markus Wegener, mit dem sie seit 1997 im hochsauerländischen Olsberg wohnte, agierte im extrem rechten Spektrum um die SAF. Nach dem Unfalltod der bisherigen Anführer Andree Zimmermann und Thomas Kubiak stieg sie zu diesem Zeitpunkt als „Kameradschaftsführerin“ in der Region auf. Die Neonazis rund um Wegener treten unter wechselnden Namen auf, darunter als „Nationaler Widerstand Hochsauerland“, „Nationale Opposition aus dem Hochsauerland“, „Freie Nationalisten Sauerland/Siegerland“, „Nationale Opposition aus dem Hochsauerland/Siegerland“ und „Freie Kameradschaft Hochsauerlandkreis“.
Wegener hält engen Kontakt zu den führenden Neonazis insbesondere in Nordrhein-Westfalen wie Siegfried Borchardt oder Christian Malcoci. Sie organisiert Treffen und Schulungsabende sowie Gedenkveranstaltungen an die beiden Gründer der SAF und andere (neo)-nazistische Anführer wie beispielsweise im Sommer 2000 eine Demonstration zu Ehren des Hitler-Stellvertreters Rudolf Heß in Meschede oder Kranzniederlegungen auf den regionalen Soldatenfriedhöfen. Sie setzt sich aktiv für inhaftierte Gesinnungsgenossen ein und startete eine Reihe von „nationalen Initiativen“ für die Freilassung von unter anderem unter Mordverdacht in Untersuchungshaft sitzenden Neonazis.
Bis zur Geburt ihrer Tochter arbeitete sie als Zugbegleiterin bei der Deutschen Bahn, aufgrund ihrer Neonazi-Aktivitäten wurde sie im Oktober 2002 aus der Eisenbahnergewerkschaft TRANSNET ausgeschlossen. 
Seit etwa 2004 wohnt sie zusammen mit ihrem Lebensgefährten Claus Cremer, dem Landesvorsitzenden der NPD, im Bochumer Stadtteil Wattenscheid. Zur Landtagswahl 2005 in Nordrhein-Westfalen traten Cremer auf Platz 3 der Landesliste der NPD und als Direktkandidat in Bochum und Daniela Wegener auf Platz 10 der Landesliste an. Ein Verfahren wegen Wählertäuschung gegen Wegener, Cremer und Marion Figge (NPD-Kreisvorsitzende aus Hessen) vor dem Amtsgericht Medebach, bei dem ihnen vorgeworfen wurde, auf einem Infostand in Brilon die notwendigen Unterstützungsunterschriften zur Teilnahme an der Landtagswahl im Hochsauerlandkreis durch Täuschung erworben zu haben, wurde im Februar 2006 eingestellt.
Im Juli 2011 wurde sie Vorsitzende der „Hilfsorganisation für nationale politische Gefangene und deren Angehörige“ (HNG), welche als mitgliederstärkste Organisation des bundesdeutschen Neonazismus gilt. Am 21. September 2011 wurde die Organisation durch einen Erlass des zuständigen Bundesministers des Innern Hans-Peter Friedrich verboten.

## Rednerin auf Kundgebungen
Daniela Wegener tritt bundesweit bei Kundgebungen und Demonstrationen als Rednerin auf, so z. B. beim Rudolf-Heß-Gedenkmarsch am 16. August 2003 im nordbayerischen Wunsiedel. Überwiegend ist sie in Nordrhein-Westfalen als Anmelderin oder Rednerin aktiv, so z. B. erstmals bei einer Demonstration der Bürgerbewegung pro Köln gegen den Verfassungsschutz am 9. März 2002 in Köln, einem antiamerikanischen Aufmarsch am 20. März 2003 in Essen, am 5. Juli in Hagen oder einer Kundgebung gegen die Wehrmachtsausstellung am 20. September 2003 in Dortmund. 
Zudem trat sie als Rednerin bei einer Neonazidemonstration in Gelsenkirchen am 10. Juni 2006 auf, die als einzige der für die Zeit der Fußball-WM 2006 angekündigten Neonazidemonstrationen durchgeführt und weltweit medial beachtet wurde.

## Einschätzung der Verfassungsschutzbehörden
Wegener wurde von 1999 bis 2001 in den Jahresberichten des Landesamtes für Verfassungsschutz Nordrhein-Westfalen zum Teil namentlich erwähnt, zunächst im Zusammenhang mit der SAF: „Ungewöhnlich ist bei dieser Gruppierung, dass hier eine junge Frau aus Olsberg eine maßgebliche Rolle spielt“ (2000). 2001 wurde sie als  „Führungsaktivistin“ bezeichnet.